# Penny Ice Cap

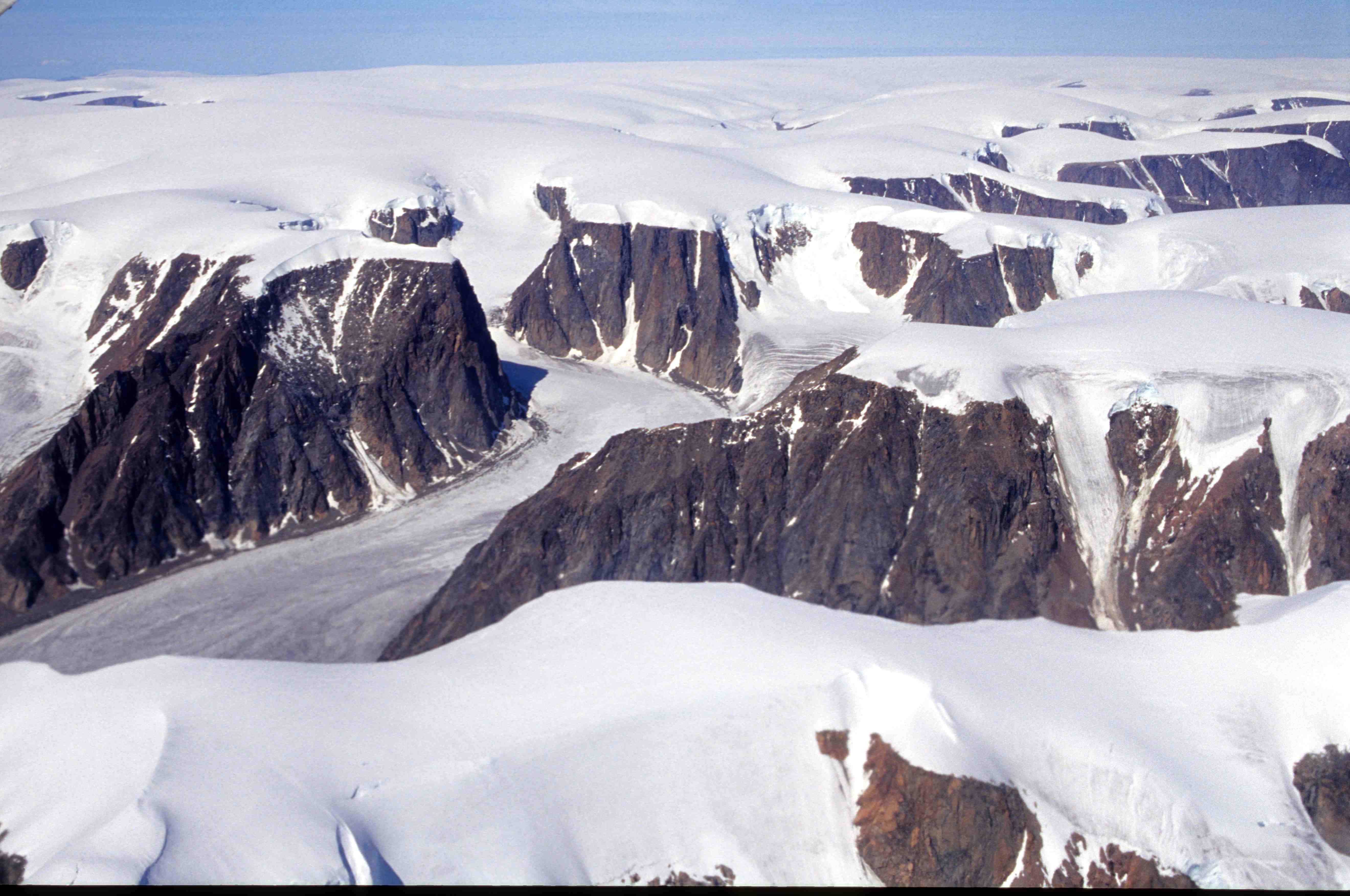
Penny Ice Cap

Penny Ice Cap – czapa lodowa na terytorium Nunavut w Kanadzie. Znajduje się na Ziemi Baffina w Górach Baffina. Ma powierzchnię 6000 km². Leży w Parku Narodowym Auyuittuq zajmując znaczną jego część. W połowie 1990 Kanadyjscy naukowcy badali strukturę zmian lodowca na przestrzeni setek lat poprzez analizę wierconych rdzeni.